# Журавники (Львовская область)
Журавники (укр. Журавники) — село в Подберёзцовской сельской общине Львовского района Львовской области Украины.
Население по переписи 2022 года составляло 181 человек. Занимает площадь 1,595 км². Почтовый индекс — 81143. Телефонный код — 3230.